# Cricqueville-en-Bessin
Cricqueville-en-Bessin település Franciaországban, Calvados megyében. Lakosainak száma 170 fő (2022. január 1.). Cricqueville-en-Bessin La Cambe, Grandcamp-Maisy és Saint-Pierre-du-Mont községekkel határos.

## Népesség
A település népességének változása:
| Lakosok száma | 200  | 157  | 171  | 182  | 189  | 190  | 194  | 179  | 172  | 170  |
|               | 1968 | 1982 | 1990 | 2006 | 2013 | 2015 | 2017 | 2019 | 2020 | 2022 |